# St. Leo (Minnesota)
St. Leo è un comune degli Stati Uniti d'America, situato nello Stato del Minnesota, nella Contea di Yellow Medicine.